# 田所あずさと天津飯大郎のどうせワレワレなんて・・・
『田所あずさと天津飯大郎のどうせワレワレなんて・・・』（たどころあずさとてんしんはんたろうのどうせワレワレなんて）は、毎週木曜日にニッポン放送 PODCAST STATIONより配信されていたインターネットラジオ番組。愛称は『どうワレ』。

## 概要
2017年9月7日より『田所あずさと天津向のどうせワレワレなんて・・・』として配信開始。向の改名に伴い、第365回配信（2024年9月5日）より番組名が変更された。
田所が2017年8月まで担当していた「田所あずさのオールナイトニッポンモバイル」をリニューアルする形で開始した。「2人に共通する『ネガティブマインド』を軸に、リスナーとの“傷のなめ合い”をモットーとしたネガティブラジオをお送りする」をコンセプトとする。
オールナイトニッポンi時代（下記参照）は、通常回に加え会員限定コーナー「ところで田所さん」が月に1回の頻度で配信されていた。
第392回配信（2025年3月13日）にて番組終了が発表され、第398回配信（2025年4月24日）で最終回を迎えた。
本番組の後継番組として、2025年8月より音泉で「田所あずさ・天津飯大郎 どうもワレワレです…」が開始予定である。

### 配信媒体の変遷
当初はオールナイトニッポンiで配信されていたが、第131回配信（2020年3月5日）よりポッドキャストへの移行をはじめ、第135回配信（2020年4月2日）からはポッドキャストのみの配信となった。それに伴い、Spotify、Apple Podcastなど、他の配信媒体でも聴取可能となっている。
オールナイトニッポンiでの配信終了後も「オールナイトニッポンi」の冠はニッポン放送 PODCAST STATIONにおけるブランド名として長らく残されていたが、2024年9月以降の番組名からはこの冠が外された。
第1回配信から第130回配信までは配信終了後の聴取手段が存在しなかったが、2022年11月にこれらの回を収録した「空白の130USB」が制作され、同月に開催された公開収録（#イベントも参照）の会場およびe+plusの公式グッズストアにて数量限定で販売された。

## パーソナリティ
- 田所あずさ
- 天津飯大郎（天津）
  - 2024年2月までは「向清太朗」名義で活動していた。

## コーナー
配信ごとに1つのコーナーが「今週の企画」として放送される。
ふつおた
パーソナリティへの質問、メッセージ、番組の感想などを募集する。定期的に「ふつおた大放出スペシャル」も実施。半年ごとに採用数を集計し、上位となったリスナーを表彰している。
向さんを困らせたい→飯大郎さんを困らせたい
オープニングコーナー。タイトルコール前に向に対して（稀に田所に対して）お題を無茶振りする。番組冒頭の無茶振り自体は番組開始当初から行われていたが、第33回配信ではじめてリスナーから送られてきたお題を振り、後にこれが定着した。第297回配信で正式なコーナー名が付けられた。第366回配信では「飯大郎さんを困らせたいスペシャル」と題し、本コーナーの拡大版が「今週の企画」で放送された。
うしろ向きポエム：第5回 - 第398回（最終回）
エンディングコーナー。リスナーの後ろ向きな気持ちをポエムにして吐き出す。「今週の企画」で拡大版が放送されることもある。
ころあず究極進化：第4回 - 第397回
田所あずさの次なる展開を究極の2択で考える。
DOUSEジングル選抜総選挙：第5回 - 第10回、第14回 - 第28回
番組のムードから浮きすぎているのではないかというジングルを作り直すべく、スタッフや向が作ったジングルに対してリスナーから投票を求める。第2回総選挙では田所とリスナーが作ったジングル案も候補となっている。
お悩みSo What?：第6回 - 第22回
リスナーからのお悩みに田所が真面目に答える。ただし、答える必要がないと判断したものには「So What?」とバッサリ切り捨て、新アルバム宣伝タイムに変わる。
年収800万になったボクがお金の使い道を田所あずさに決められた件：第7回 - 第26回
年収800万円を超え、貯金に追われて困っている向のお金の使い道をリスナーから募集。その中から田所が選んだ使い道で実際に使ってもらう。
テレフォン人生ドラマ こんなワレワレなんて：第20回
リスナーからラジオドラマの脚本と田所、向、リスナーの配役を募集し、実際にラジオドラマを行う。
目指せリスナー倍増！バズらせトーク：第25回 - 第45回
田所と向が1枚ずつワードの書かれた紙を抽選箱から引き、そのワードを使ってバズるようなトークを行う。後日、その内容をオールナイトニッポンのサイトに掲載し、リスナー倍増を目指す。
歴史秘話ブラックヒストリア：第27回 - 第46回
リスナーから過去の黒歴史を送ってもらうコーナー。1クールごとに黒歴史キングを決定し、番組からなにか元気になるものをプレゼントする。
DOUSE番宣総選挙：第35回 - 第44回、第80回 - 第94回
ニッポン放送の地上波で流れる20秒間の番宣CMを田所、向、リスナー作の案から選ぶ。
Reading Comedy ニッポンですけどね：第51回 - 第388回
向、構成作家、ディレクター、向の後輩芸人のいずれかが台本を作成し、朗読コントを行う（台本作成者はくじで決定）。
第341回配信（2024年3月21日）ではニッポン放送の社員・野上大貴が台本作成を担当した。
どうせワレワレ金言クイズ：第54回 - 第121回
成功者の金言・名言をクイズ形式で学ぶ。
いる？いらない？ジレンマゲーム：第60回 - 第121回
テーマを決定した上で単語カードを引き、そのテーマにとってそれが「いる」か「いらない」かで討論する。
DW郵便社：第64回 - 第380回
リスナーから恋バナメールを募集する。
30年後のどうせワレワレなんて･･･：第67回、第121回
田所考案のコーナー。パーソナリティ2人がおじいちゃんとおばあちゃんになって話す。
田所あずさがアナログゲーム実況してみた：第89回 - 第122回
2人で行ったコントライブにて好評を博したゲーム実況を、アナログゲームで実施する。
ムーカイオンエア控室：第129回
向のYouTubeをどうにかしようとリスナーからアイデアを募集する。
ANNiラジアワード：第132回、第289回
「世の中に周知されづらい優良なオリジナル音声コンテンツを発掘することを目的に、全国のラジオリスナーによる投票で番組を表彰・応援する賞」とするアニラジアワードのパロディコーナー。
どうワレシネマパラダイス：第137回 - 第385回
“宿題映画”を設定し、リスナーからのメールも交えながら感想を言い合う。
どうせワレワレ朗読劇 どうワレ坂高校野球部：第138回、第145回、第154回
テーマを設定し、リスナーからアイデアを送ってもらい、それをまとめて朗読劇を制作する。
ころあず懺悔室：第160回、第169回、第180回、第198回、第221回、第236回、第249回、第267回、第273回、第324回、第354回、第371回、第392回
懺悔したい過ちを募集。リスナーと電話をつなぎ、“シスターあずさ”が諭す。
JCJKトレンド研究所：第240回 - 第261回
JC・JKのリスナーが急増してきたことを受けて、JC・JKリスナーから現在の若者のトレンドを学ぶ。
どうワレ！リニューアル会議：第348回
向の改名を契機に番組をリニューアルするべく、パーソナリティの2人が会議を行う。リスナーからも新しい番組名やノベルティのアイデアを募集する。

## ゲスト
- 第9回（2017年11月2日）、第10回（2017年11月9日）、第11回（2017年11月16日）、第12回（2017年11月23日） - 大嶺ケイシロウ（コメットパンチ）
- 第13回（2017年11月30日） - 大木貢祐
- 第30回（2018年3月29日） - 青山吉能（Wake Up, Girls!）
- 第45回（2018年7月12日）、第46回（2018年7月19日）、第47回（2018年7月26日） - 本渡楓 ※公開収録回
- 第110回（2019年10月10日） - 鈴木絵理 ※公開収録回
- 第111回（2019年10月17日） - 風次（裏切りマンキーコング）、Japanese小池 ※公開収録回
- 第121回（2019年12月26日） - Machico[注 8]
- 第125回（2020年1月23日） - 暁月凛
- 第157回（2020年9月3日） - 大地丙太郎、ケケ子ちゃん[注 9]
- 第158回（2020年9月10日） - 大地丙太郎
- 第162回（2020年10月8日）、第163回（2020年10月15日） - 桑原由気
- 第167回（2020年11月12日） - ますかた一真
- 第176回（2021年1月14日）、第177回（2021年1月21日） - 伊達花彩
- 第181回（2021年2月18日） - バイク川崎バイク[注 10]
- 第200回（2021年7月1日） - Machico
- 第214回（2021年10月7日） - 真白健太朗
- 第227回（2022年1月6日） - ファイルーズあい
- 第248回（2022年6月9日） - 田所仁（ライス）[注 10]
- 第256回（2022年8月4日） - 田野アサミ
- 第273回（2022年12月1日）、第274回（2022年12月8日） - 木戸衣吹 ※公開収録回
- 第300回（2023年6月8日）、第301回（2023年6月15日） - 二ノ宮ゆい、松永あかね
- 第305回（2023年7月13日）、第306回（2023年7月20日） - 奥井雅美
- 第314回（2023年9月14日）、第315回（2023年9月21日） - 洲崎綾 ※公開収録回
- 第322回（2023年11月9日）、第323回（2023年11月16日） - 二ノ宮ゆい
- 第329回（2023年12月28日） - ふりいくっ![注 11]
- 第330回（2024年1月4日）、第331回（2024年1月11日） - 南早紀
- 第344回（2024年4月11日）、第345回（2024年4月18日）、第346回（2024年4月25日） - 中村源太
- 第370回（2024年10月10日） - 鷲崎健
- 第372回（2024年10月24日） - 中村フー（ヘンダーソン）[注 10]
- 第381回（2024年12月26日）、第382回（2025年1月2日） - 山崎はるか
- 第388回（2025年2月13日） - 中村フー（ヘンダーソン）[注 10]

## イベント
田所あずさと本渡楓と天津向のどうせワレワレ上陸作戦
「本渡楓と天津向の『本渡上陸作戦』」（超!A&G+）との合同イベントとして開催。
- 開催日 - 2018年7月7日
- 会場 - 目黒区中小企業センターホール
- ゲスト - 本渡楓

番組100回記念！ANNi 田所あずさと天津向のどうせワレワレ公開収録
- 開催日 - 2019年9月28日
- 会場 - 東京証券会館
- ゲスト - 鈴木絵理（昼の部）、風次（裏切りマンキーコング）、Japanese小池（夜の部）

番組200回記念配信イベント GAME! GAME!! GAME!!!（1部）、EAT! DRINK!! PARTY!!!（2部）
- 開催日 - 2021年7月31日
- 媒体 - YouTube Live（1部）、Streaming+（2部）
- ゲスト - 大嶺ケイシロウ（コメットパンチ）

田所あずさ声優10周年&29thバースデー記念 田所あずさと天津向のどうせワレワレなんて…公開収録～実はどうワレも5周年
- 開催日 - 2022年11月12日
- 会場 - 品川インターシティホール
- ゲスト - 木戸衣吹

「田所あずさと天津向のどうせワレワレなんて･･･」番組イベント
- 開催日 - 2023年9月2日
- 会場 - 東京証券会館ホール
- ゲスト - 洲崎綾